# Reculée de Salins-les-Bains
La reculée de Salins-les-Bains est une reculée du massif du Jura, située dans le nord-est du département du Jura, en Bourgogne-Franche-Comté. Elle se démarque des autres reculées par sa morphologie qui diffère de la morphologie d'une reculée classique en raison d'une disposition géologique complexe.

## Géographie

### Situation
La reculée de Salins-les-Bains est située dans le nord-est du département du Jura, sur le territoire des communes de Bracon, de Pont-d'Héry et de Salins-les-Bains. Longue de 10 km, d'orientation nord-nord-ouest et large de 3 km, elle se démarque des autres reculées par le faible nombre de corniches calcaires et par des pentes plus douces. Sa profondeur varie entre 50 m au niveau de Pont-d'Héry et 290 m au niveau de Bracon.

### Géologie
La reculée de Salins-les-Bains incise l'extrême nord du plateau de Lons-le-Saunier. Le sommet des crêtes est composé de calcaires à entroques du Bajocien et d'oolithe ferrugineuse de l'Aalénien, surmontés par des argiles à chailles et à silex. Les pentes supérieures sont composées de marnes datant de l'Aalénien et du Toarcien, caractérisées par des glissements locaux et des éboulis à la base des corniches calcaires. Le bas des pentes est composé de marnes du Jurassique inférieur et du Trias. Les berges de la Furieuse sont composées d'alluvions modernes.
La reculée de Salins-les-Bains est une reculée qui diffère des autres par sa morphologie moins nette et plus irrégulière. Les escarpements de calcaires en falaises sont rares. La partie externe n'est pas considérée comme une reculée, tandis que la partie en amont de Salins présente les morphologies essentielles d'une reculée. Ce mélange est causé par la variation de la disposition géologique de l'amont vers l'aval. Dans la zone en aval de la reculée, la vallée de la Furieuse est encadrée par des reliefs isolés, tel le mont Poupet, qui la rendent encaissée. C'est le domaine de ce qui est appelé la « fausse reculée » ; il est caractérisé par une structure et une organisation géologique complexes, composées de failles chevauchantes qui ont empilé les calcaires du Jurassique moyen les uns sur les autres et qui demeurent en relief. Cette structure est due à la présence de la terminaison sud du faisceau salinois et de la terminaison nord du faisceau lédonien.
La zone en amont présente les caractéristiques morphologiques d'une reculée. Elle est cependant évasée, sans escarpement marqué et la Furieuse n'incise que superficiellement le plateau. Dans cette région, la structure calcaire du plateau est très amincie et n'est présente que sur une épaisseur d'une dizaine de mètres. Le front de la couverture calcaire ayant beaucoup reculé, les marnes sous-jacentes du Lias et du Trias sont fortement érodées sous forme de versants doux. La reculée est donc en cours d'aplanissement. Sur le flanc nord de la reculée se situe le cirque de Gouaille, où l'abaissement d'un compartiment a permis l'affleurement d'une forte épaisseur de calcaires du Jurassique en fond de cirque. Dans le ravin de Boisset (flanc nord), on trouve l'un des plus vieux affleurements du Jura qui s'échelonnent du Jurassique moyen (-165 Ma) au Trias moyen (-240 Ma).